# Hugo Novoa
Hugo Novoa Ramos (Bertamiráns, 24 de enero de 2003) es un futbolista español. Juega como delantero y su equipo es el Deportivo Alavés de la Primera División de España.

## Trayectoria
Salido de las categorías inferiores del Bertamiráns F. C. y el Deportivo de La Coruña, se unió al fútbol base del R. B. Leipzig en 2019. Debutó con el primer equipo, en la Bundesliga, el 23 de octubre de 2021, en una victoria por 4 a 1 frente al Greuther Fürth, donde además anotó su primer gol. Además, con ese tanto se convirtió en el goleador más joven en la historia del Leipzig.
El 4 de enero de 2023 renovó su contrato por un año más, hasta 2025, y fue cedido al F. C. Basilea suizo por una temporada y media. Sin embargo, la cesión se canceló en junio después de haber jugado diecisiete partidos en Suiza. Entonces, el 1 de septiembre, fue prestado al F. C. Utrecht hasta junio de 2024. Esta segunda cesión también terminó antes de lo previsto, en enero, para regresar a España y jugar en el Villarreal C. F. "B".
Tras su paso por el filial del Villarreal C. F., continuó en España después de ser traspasado al Deportivo Alavés en julio de 2024.

## Estadísticas

### Clubes
Actualizado al último partido disputado el 5 de noviembre de 2022.
| Club                                 | Div.          | Temporada     | Liga  | Liga  | Copas nacionales | Copas nacionales | Copas internacionales | Copas internacionales | Total | Total |
| Club                                 | Div.          | Temporada     | Part. | Goles | Part.            | Goles            | Part.                 | Goles                 | Part. | Goles |
| ------------------------------------ | ------------- | ------------- | ----- | ----- | ---------------- | ---------------- | --------------------- | --------------------- | ----- | ----- |
| R. B. Leipzig · Alemania             | 1.ª           | 2021-22       | 8     | 1     | 2                | 0                | 2                     | 0                     | 12    | 1     |
| R. B. Leipzig · Alemania             | 1.ª           | 2022-23       | 7     | 1     | 3                | 0                | 1                     | 0                     | 11    | 1     |
| R. B. Leipzig · Alemania             | Total club    | Total club    | 15    | 2     | 5                | 0                | 3                     | 0                     | 23    | 2     |
| Football Club Utrecht · Países Bajos | 1.ª           | 2023-24       | 0     | 0     | 0                | 0                | 0                     | 0                     | 0     | 0     |
| Football Club Utrecht · Países Bajos | Total club    | Total club    | 0     | 0     | 0                | 0                | 0                     | 0                     | 0     | 0     |
| Villareal B España                   | 1ª            | 2023-24       | 22    | 0     | 0                | 0                | 0                     | 0                     | 22    | 0     |
| Villareal B España                   | Total club    | Total club    | 22    | 0     | 0                | 0                | 0                     | 0                     | 22    | 0     |
| Deportivo Alavés España              | 1.ª           | 2024-2025     | 5     | 0     | 0                | 0                | 0                     | 0                     | 5     | 0     |
| Deportivo Alavés España              | Total club    | Total club    | 5     | 0     | 0                | 0                | 0                     | 0                     | 5     | 0     |
| Total carrera                        | Total carrera | Total carrera | 42    | 2     | 5                | 0                | 3                     | 0                     | 50    | 2     |

## Palmarés

### Títulos nacionales
| Título                | Club          | País     | Año  |
| --------------------- | ------------- | -------- | ---- |
| Copa de Alemania      | R. B. Leipzig | Alemania | 2022 |
| Supercopa de Alemania | R. B. Leipzig | Alemania | 2023 |